# Ludovic Fabregas
Ludovic Fabregas (n. 1 iulie 1996, Perpignan, Franța) este un handbalist ce a reprezentat Franța, medaliat olimpic. A participat la 2 ediții ale Jocurilor Olimpice (2016, 2020) în care a câștigat o medalie de aur și o medalie de argint.